# Pontoclausia prima
Pontoclausia prima is een eenoogkreeftjessoort uit de familie van de Clausiidae. De wetenschappelijke naam van de soort is voor het eerst geldig gepubliceerd in 1986 door Rocha C.E.F..